# پاوو لیپونن
پاوو لیپونن (انگلیسی: Paavo Lipponen؛ زادهٔ ۲۳ آوریل ۱۹۴۱) یک سیاست‌مدار اهل فنلاند است.
وی همچنین برنده جوایزی همچون لژیون دونور شده است.